# SpVgg SSC Brieg
SpVgg SSC Brieg was een Duitse voetbalclub uit Brieg, dat sinds 1945 het Poolse Brzeg is.

## Geschiedenis

### SpVgg 1910 Brieg
De club werd opgericht in 1910 en speelde in 1926 voor het eerst in de stadscompetitie van Brieg, een onderdeel van de Midden-Silezische competitie en werd al meteen kampioen waardoor de club zich voor de eindronde plaatste. Hier verloor de club met 2-3 van VfR Oels. Ook het volgende seizoen nam de club deel aan de eindronde en werd nu afgeslacht door Breslauer SC 08, het werd 1-9. Ook in 1929 werd de club kampioen en nam aan de eindronde deel, waar ze met 1-0 verloren van SSC 1901 Oels. Na dit seizoen fuseerde de club met SSC Brieg tot SpVgg SSC Brieg. 

### SSC Brieg
SSC werd in 1921 opgericht en speelde dat jaar al in de stadscompetitie van Brieg, waar ze laatste werden. Na enkele plaatsen in de middenmoot werd de club in 1926 tweede achter SC Brega 09 Brieg. Hierna gingen de resultaten bergaf tot de club in 1929 fuseerde met SpVgg 1910 Brieg.

### SpVgg SSC Brieg
De fusieclub werd in 1930 vicekampioen achter Brega Brieg. Nadat de club in 1931 gedeeld tweede werd konden ze in 1932 wel weer de titel winnen. In de eindronde versloegen ze eerst SV Trachenberg en plaatsten zich voor de finale tegen SSC 1901 Oels. Nadat ze thuis verloren konden ze winnen in Oels waardoor er een beslissende wedstrijd kwam, die de club ook won. Normaliter zou de club nog een play-off spelen tegen Breslauer SC 08 voor een ticket voor de Zuidoost-Duitse eindronde, maar doordat de competitie te lang aansleepte werd Breslauer SC 08 afgevaardigd. In 1933 werd de club vicekampioen.
Na dit seizoen werd de competitie grondig geherstructureerd. De overheid ontbond alle competities van de Zuidoost-Duitse voetbalbond en voerde de Gauliga Schlesien in als nieuwe hoogste klasse. Uit Midden-Silezië werden enkel clubs uit Breslau toegelaten. Enkel Brega Brieg mocht in de Bezirksliga Mittelschlesien gaan spelen, die de tweede klasse vormde. De andere clubs moesten in de derde klasse gaan spelen. In 1939 werden de clubs uit Brieg overgeheveld naar de Bezirksliga Oberschlesien en omdat deze in 1940 in twee gesplitst werd promoveerde de club dan toch. Ze werden zevende op negen clubs. Na dit seizoen werd de Gauliga opgeheven en in twee competities verdeeld waardoor de club terug in Neder-Silezië opgedeeld werd. In de 1. Klasse Niederschlesien 1941/42 werd de club vijfde in de groep Breslau. Het volgende seizoen werden ze zelfs kampioen en zouden ze promoveren, maar ze trokken zich na dit seizoen terug uit de competitie.
Na de oorlog werd Silezië Pools en werden alle voetbalclubs ontbonden.